# Mino-den
Le Mino-den (美濃伝) désigne une des cinq traditions de forge japonaise pendant la période Koto, soit de la fin de l'ère Heian au début de celle Momoyama). Cette tradition rassemble différentes écoles réputées dont les styles et techniques sont souvent proches.

## École Akasaka Senjuin (赤坂千手院)
École dont l'origine est l'école Senjuin du Yamato. 
- Caractéristiques générales : 
- Jihada : ko-mokume-hada
- Hamon : chu-suguha
- Bôshi : ko-maru
- Forgerons : Jumyô (寿命)

## École Daidô (大道)
Aussi appelée Oomichi, active de la fin Muromachi jusqu'à la période Shintô.

## École Ganmaku (岩捲)
École aux origines peu claires. Produit des lames de bonne qualité aussi bien dans le style Sôshu-den que dans le style de la tradition Mino. 
- Lignée Ganmaku (岩捲)
- Lignée Ujinobu (民信)
- Lignée Ujisada (民貞)

## École Hachiya Kanesada (蜂屋兼貞)
Originaire de l'école Daruma du Yamashiro. Très actif à partir de la fin Muromachi.
- Caractéristiques générales : 
- Jihada : mokume-hada avec masame-hada avec ji-nie
- Hamon : nioi-deki
- Forgerons : Kanesada (兼貞)

## École Kanefusa (兼房)
- Caractéristiques générales :  
- Jihada : mokume-hada avec masame-hada
- Hamon : nioi-deki, gunome-midare
- Bôshi : jizô avec long kaeri
- Forgerons : fondé par Kanefusa 1er génération

autre forgeron Wakasa no Kami Uzifusa (若狭守氏房)

## École Kanemoto (兼元)
- Caractéristiques générales :  
- Sugata : katana court en général
- Jihada : o-hada avec masame-hada
- Hamon : nioi-deki, gunome
- Bôshi : jizo, ko-maru et ko-midare
- Forgerons : Magoroku Kanemoto (孫六兼元)

## École Kanesada (兼定)
- Caractéristiques générales :  
- Sugata : katanas courts en général, très peu de tantô
- Jihada : sue-deki, mokume-hadaavec masame-hada sur le shinogi-ji
- Hamon : o-midare, hataraki
- Bôshi : midare-komi, jizoou ko-maru avec long kaeri
- Forgerons : Oya Kanesada (親兼定), Izumi no Kami Kanesada (和泉守兼？), Izumi no Kami Kanesada (和泉守兼定)

## École Sakura Seki (坂倉関)
- Caractéristiques générales :
- Forgerons : Masatoshi (正利)

## École Zenjo (善定)
Originaire de l'école Tegai du Yamato dont il garde le style. Le nom de cette école est emprunté au vocabulaire bouddhiste.
- Caractéristiques générales :  
- Sugata : les katanas sont courts en général
- Jihada : ko-mokume avec masame-hada et shirake-utsuri
- Hamon : beaucoup de nie, hoso-suguhacombiné avec midare
- Bôshi : ichimonji-gaeri
- Forgerons : Kaneyoshi (包吉), Kaneyoshi (兼善), Kanemitsu (兼光), kanetsune (兼常)